# Cục Quản lý Y, Dược cổ truyền (Việt Nam)
Cục Quản lý Y, Dược cổ truyền (tiếng Anh: Traditional Medicine Administration, viết tắt là TMA) là cơ quan trực thuộc Bộ Y tế, thực hiện chức năng tham mưu, giúp Bộ trưởng Bộ Y tế quản lý nhà nước và tổ chức thực thi pháp luật, chỉ đạo điều hành các hoạt động chuyên môn, nghiệp vụ về lĩnh vực y, dược cổ truyền trong phạm vi cả nước.
Cục Quản lý Y, Dược cổ truyền thành lập ngày 31/8/2012, theo Nghị định số 63/2012/NĐ-CP ngày 31/8/2012 của Chính phủ.
Chức năng, nhiệm vụ, quyền hạn và cơ cấu tổ chức của Cục Quản lý Y, Dược cổ truyền được quy định tại Quyết định số 7666/QĐ-BYT ngày 26/12/2018 của Bộ trưởng Bộ Y tế.

## Nhiệm vụ và quyền hạn
Theo Điều 2, Quyết định số 7666/QĐ-BYT ngày 26/12/2018 của Bộ trưởng Bộ Y tế, Cục Quản lý Y, Dược cổ truyền có các nhiệm vụ, quyền hạn chính:
- Xây dựng chính sách, pháp luật, văn bản hướng dẫn chuyên môn, nghiệp vụ về lĩnh vực y, dược cổ truyền.
- Chỉ đạo, hướng dẫn, tổ chức thực hiện, kiểm tra, giám sát việc thực hiện các văn bản quy phạm pháp luật, chiến lược, chính sách, quy hoạch, kế hoạch, quy định chuyên môn, tiêu chuẩn quốc gia, quy chuẩn kỹ thuật quốc gia, các hướng dẫn chuyên môn nghiệp vụ, chương trình, dự án, đề án về các lĩnh vực thuộc phạm vi quản lý nhà nước của Cục.
- Về lĩnh vực y cổ truyền:

1. Tiếp nhận hồ sơ, tổ chức thẩm định, trình cấp có thẩm quyền cấp, cấp lại, bổ sung, điều chỉnh, thu hồi chứng chỉ hành nghề khám bệnh, chữa bệnh bằng y học cổ truyền theo quy định của pháp luật;
2. Tiếp nhận hồ sơ, tổ chức thẩm định, trình cấp có thẩm quyền cấp, cấp lại, bổ sung, điều chỉnh, đình chỉ, thu hồi giấy phép hoạt động đối với các cơ sở khám bệnh, chữa bệnh y học cổ truyền và cơ sở khám chữa bệnh y học cổ truyền có kết hợp với y học hiện đại theo quy định của pháp luật;
3. Hướng dẫn thực hiện việc thẩm định, cấp, cấp lại, điều chỉnh, đình chỉ, thu hồi giấy chứng nhận người có bài thuốc gia truyền, người có phương pháp chữa bệnh gia truyền theo quy định của pháp luật; hướng dẫn thực hiện việc thẩm định, chứng nhận, công nhận lương y, lương dược theo quy định của pháp luật;
4. Tiếp nhận hồ sơ, tổ chức thẩm định, trình Bộ trưởng Bộ Y tế cho phép các cơ sở khám bệnh, chữa bệnh được áp dụng các kỹ thuật mới, phương pháp mới trong khám bệnh, chữa bệnh y học cổ truyền lần đầu thực hiện tại Việt Nam;
5. Đầu mối và phối hợp với các đơn vị có liên quan tổ chức thẩm định, trình Bộ trưởng Bộ Y tế phê duyệt danh mục kỹ thuật cho các cơ sở khám bệnh, chữa bệnh y học cổ truyền thuộc Bộ Y tế; tham gia với các đơn vị có liên quan trong việc thẩm định danh mục kỹ thuật khám bệnh, chữa bệnh y học cổ truyền cho các cơ sở khám bệnh, chữa bệnh công lập và ngoài công lập khác;
6. Tổ chức thẩm định và cấp, cấp lại giấy xác nhận nội dung quảng cáo hoạt động khám bệnh, chữa bệnh y học cổ truyền theo quy định của pháp luật;
7. Hướng dẫn triển khai công tác phòng ngừa và xử lý sự cố y khoa trong khám bệnh, chữa bệnh y học cổ truyền; đầu mối đề xuất thành lập Hội đồng đánh giá sai sót chuyên môn và tai biến y khoa trong khám bệnh, chữa bệnh bằng y học cổ truyền;
8. Tham gia xây dựng các quy định về điều kiện, tiêu chuẩn thành lập, sáp nhập, tổ chức lại, giải thể và tiêu chí, tiêu chuẩn phân loại, phân hạng cơ sở khám bệnh, chữa bệnh y học cổ truyền công lập.

- Về lĩnh vực dược cổ truyền:

1. Công tác đăng ký lưu hành dược liệu, thuốc cổ truyền.
2. Công tác quản lý kinh doanh và hành nghề dược liệu, thuốc cổ truyền.
3. Công tác quản lý chất lượng dược liệu, thuốc cổ truyền.
4. Công tác quản lý giá dược liệu, thuốc cổ truyền.
5. Công tác dược bệnh viện.
6. Công tác quản lý thông tin, quảng cáo thuộc lĩnh vực dược cổ truyền.
7. Thực hiện các nhiệm vụ về công tác phát triển dược liệu do Lãnh đạo Bộ phân công.

- Thực hiện các nhiệm vụ, quyền hạn khác theo sự phân công của Bộ trưởng Bộ Y tế.

## Lãnh đạo Cục[3]
- Cục trưởng: Nguyễn Thế Thịnh[4]
- Phó Cục trưởng:

1. Nguyễn Ngọc Tuấn[5]
2. Trần Minh Ngọc[6]

## Cơ cấu tổ chức
(Theo Khoản 2, Điều 3, Quyết định số 7666/QĐ-BYT ngày 26/12/2018 của Bộ trưởng Bộ Y tế)

### Các phòng thực hiện chức năng quản lý nhà nước
- Văn phòng Cục
- Phòng Quản lý Y cổ truyền
- Phòng Quản lý Dược cổ truyền
- Phòng Quản lý hành nghề Y, Dược cổ truyền

### Đơn vị sự nghiệp
- Trung tâm Bảo tồn, phát triển y dược cổ truyền